# 白颊猕猴
白颊猕猴（学名：Macaca leucogenys）一种分布于中国西藏自治区墨脱县和印度东北部阿鲁纳恰尔邦（争议地区，即中国藏南地区）的一种猕猴。 白颊猕猴主要生活于常绿阔叶林至针阔叶混交林的原始林和次生林中。本种首次描述于2015年由影像生物调查所摄影师李成、西南林业大学赵超和大理大学范朋飞教授合作撰写的“西藏墨脱发现猕猴属一新种——白颊猕猴”一文中，该文章发表在《美国灵长类学报》（American Journal of Primatology）杂志网站上。 本种是最新被科学描述的猕猴新种，也是近几十年来第一个正式由中国学者命名发表的灵长类物种。 

## 形态特征
白颊猕猴体型雄壮，雄性明显大于雌性。背部呈黄褐色至巧克力褐色。其颊部具有明显的灰白色毛发。模式产地为墨脱县格当乡岗日嘎布山。

## 发现
早在2012年夏季，影像生物调查所摄影师的李成在翻越缩瓦拉山时就发现了叫声不同寻常的猕猴种群。2013年李成参加了西藏第二次全国陆生野生动物资源调查工作，期间拍摄到大量白颊猕猴的照片。2014年12月，西南林业大学的研究员赵超和大理大学灵长类研究专家范朋飞教授也在藏东南地区拍摄到一些照片。三人各自交换了手中的资料，经研究确定了本种为一个全新的猕猴物种。
2016年4月，一支由野生动物摄影师和生物学家组成的队伍在印度东北部的阿鲁纳恰尔邦发现和拍摄到了白颊猕猴。